# Repalle
Repalle é uma cidade e um município no distrito de Guntur, no estado indiano de Andhra Pradesh.

## Geografia
Repalle está localizada a 16° 01′ N, 80° 51′ L. Tem uma altitude média de 7 metros (22 pés).

## Demografia
Segundo o censo de 2001, Repalle tinha uma população de 41 319 habitantes. Os indivíduos do sexo masculino constituem 50% da população e os do sexo feminino 50%. Repalle tem uma taxa de literacia de 69%, superior à média nacional de 59,5%: a literacia no sexo masculino é de 72% e no sexo feminino é de 67%. Em Repalle, 10% da população está abaixo dos 6 anos de idade.